# 코코넛싹

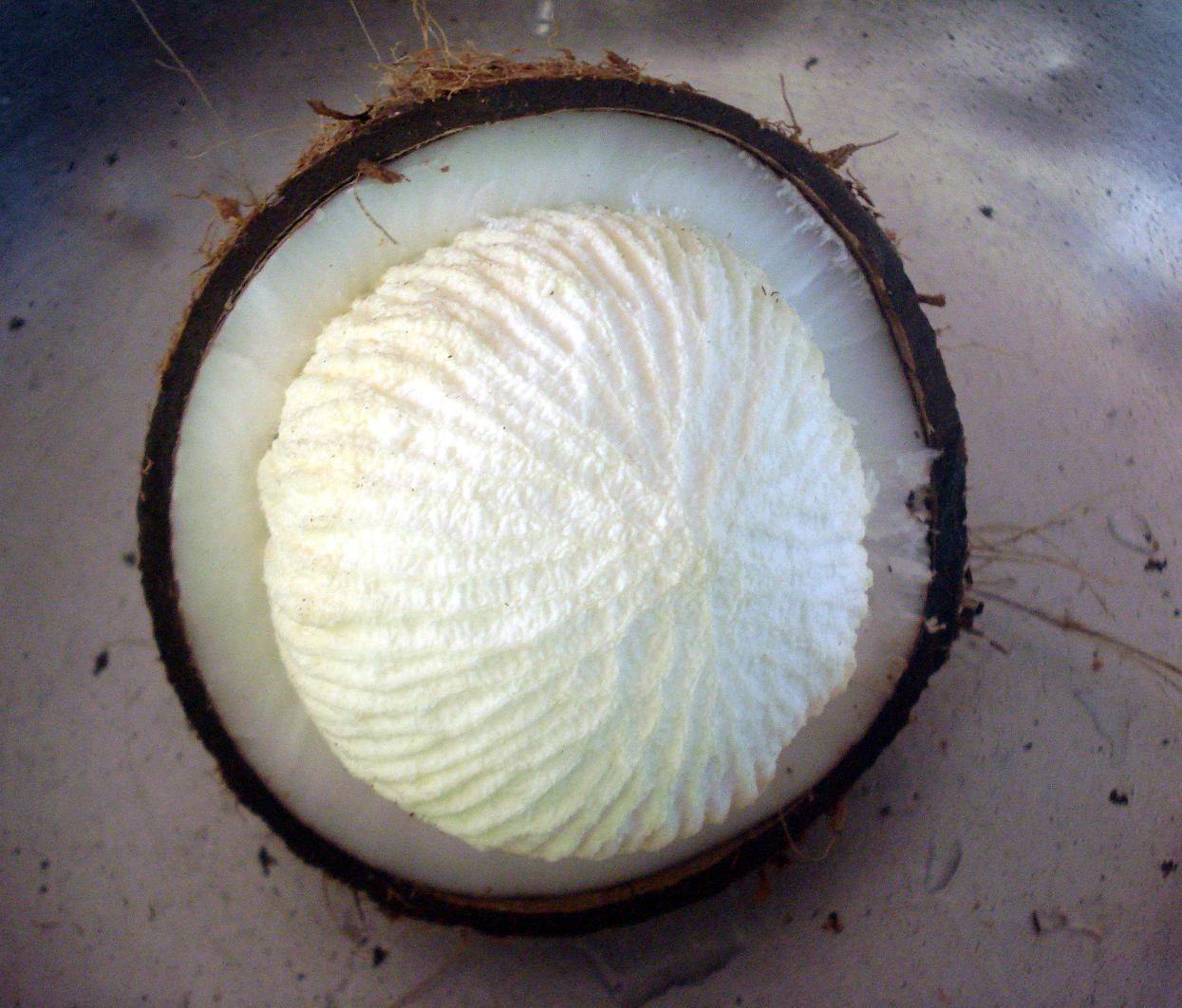
코코넛싹

코코넛싹(coconut-)은 코코넛 열매 안에 든 구형의 떡잎이다. 부드럽고 사각사각하며 단맛이 난다. 엄밀히는 기생뿌리의 일종이며, 배젖 안쪽의 공간을 채우며 자란다.

## 같이 보기
- 나타데코코